# Firestone (Colorado)
Pour les articles homonymes, voir Firestone.
Firestone est une ville américaine située dans le comté de Weld dans le Colorado.
Selon le recensement de 2010, Firestone compte 10 147 habitants. La municipalité s'étend sur 10,55 milles carrés (27,32 km2), dont 10,37 milles carrés (26,86 km2) de terres.
La ville est nommée en l'honneur de Jacob Firestone, propriétaire des terres sur lesquelles elle fut fondée.

## Démographie
| 1910 | 1920 | 1930 | 1940 | 1950 | 1960 |
| ---- | ---- | ---- | ---- | ---- | ---- |
| 110  | 214  | 240  | 262  | 297  | 276  |

| 1970 | 1980  | 1990  | 2000  | 2010   | - |
| ---- | ----- | ----- | ----- | ------ | - |
| 570  | 1 204 | 1 358 | 1 908 | 10 147 | - |